# 토마스 뮌처

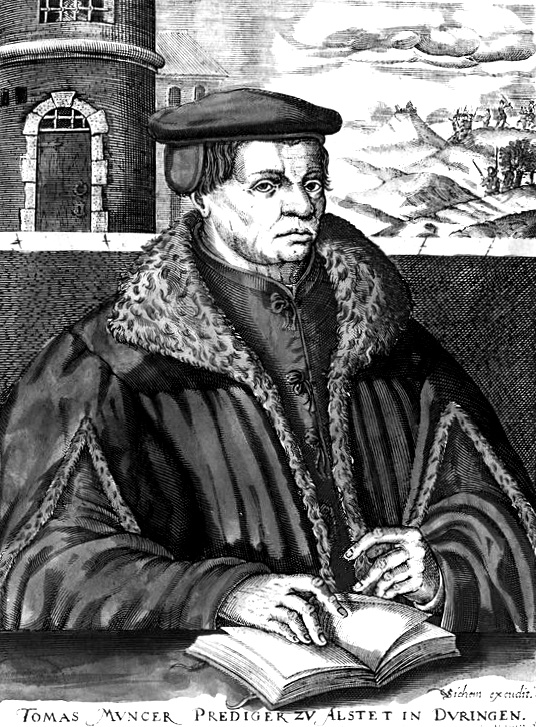
토마스 뮌처 초상. 크리스토펠 반 시켐의 1608년 판화.
뮌처 생존 당대의 초상은 남지 않았다. 혹자는 이 판화가 한스 홀바인이 바젤에 있던 뮌처 초상화를 베낀 작품이라고 한다. 하지만 홀바인은 뮌처가 1524년 말 바젤을 방문하기 전에 이미 프랑스로 떠났다. 다른 한편 제발트 베함이 원래 그림을 그렸을 가능성이 있다. 베함은 소위 뉘른베르크의 신을 믿지 않는 세 화가 중 한 명이었는데, 뮌처는 1524년 뉘른베르크를 방문했다.

토마스 뮌처(Thomas Münzer, 1489년? ~ 1525년 5월 27일)는 종교개혁 시기에 활동한 독일의 급진 종교 개혁가이며 재세례파 지도자이다.
그는 폭력 투쟁을 통해 봉건영주의 통치권에 대항하여 교회와 하층민이 중심이 되는 이상 사회를 건설해야 한다고 주장했다. 당시 영주와 타협하던 부패한 교회와 수도원을 해체하여 그 재산을 가난한 자에게 분배해야 함을 강조했다.
그는 민중이 압제자에서 해방된 신정 정치를 실현하려고 농노의 반란을 지도했으며, 급진 종교개혁의 대표적인 인물로 알려졌다.

## 생애
뮌처는 슈톨베르크에서 태어났으며, 라이프치히 대학교와 프랑크푸르트 대학교에서 인문주의 교육을 받았다. 성직자이자 신학박사로서, 중세의 신비주의와 교부 철학에 정통했다. 1519년에 라이프치히에서 마르틴 루터를 만나, 루터와 에크의 라이프치히 논쟁에 참여했다. 여기서 루터의 영향을 받아 루터의 제자가 되었고, 루터의 추천으로 작센 동부 츠비카우의 목사로 부임하여 종교개혁 운동을 주도했다.

### 츠비카우에서의 생활
1520년에 츠비카우에서 ‘츠비카우의 예언자들’이라는 급진 종교개혁 집단의 지도자 슈토르흐의 영향을 받았다. 이들은 하나님의 권위는 성서의 계시로 드러나는 것이 아니라 내면의 빛(이성)으로 드러난다는 과격한 주장을 했다.

### 알슈테트에서의 생활
1521년에 츠비카우에서 추방당한 뮌처는 비텐베르크와 프라하를 여행했고, 1523년에 알슈테트에서 공동체 목사가 되었다. 이곳에서 그는 <독일 프로테스탄트 미사>를 비롯한 여러 책을 저술했다. 그는 이곳에서 폭력을 통한 천년왕국의 건설을 설교하였다. 이러한 종말론 사상은 그리스도께서 속히 재림하여 적그리스도의 세력을 멸할 것이라고 믿었던 중세 후기에 나타난 종말론에 기초한 것이다. 이들에게 적그리스도는 로마 교황이었다.
또한, 신비주의에 정통했던 그는 인간의 참된 신앙이 이미 알려져 있는 종교적 관습을 지키는 것으로서 성립되는 것이 아니라, 현상의 밖에 있는 영(靈)을 지성을 통해 발양함으로써 얻는 것이라고 하였다. 이러한 사상은 당시 서구의 주류 그리스도교 사이에서 이교(異敎)의 설로 취급받던 것이었다. 따라서, 종교 개혁가들 사이에서도 뮌처는 가장 급진적인 인물이라는 평가를 받았으며, 심하게는 이교도라는 평까지 듣게 되었다.

### 루터와의 논쟁
뮌처는 로마 가톨릭의 성례 제도를 반대하였고, 유아세례를 배격하고 성인 세례만 주장하는 등 기성교회의 모든 권위를 부정하고 과격한 입장을 취함으로 루터로부터 멀어졌다. 여기에 한걸음 더 나아가 그는 루터에 대해 지역의 영주와 타협하여 민중 억압에 일조하고 있다고 비판하였으며, ‘오직 성경’만을 주장하는 루터의 이론이 맹목적으로 성경 문자에 의존하여 내적인 말씀을 억누르고 있다고 하였다. 뮌처는 “교회는 성령이 중심이 되어야 하므로 루터의 성경중심적 개혁운동은 잘못이다.”라고 비판했다. 이런 뮌처의 급진적인 사상은 보헤미아를 중심으로 더욱 확산되었다.

### 뮐하우젠에서의 농노 반란 지도
당시 영주의 농노 착취는 극에 달한 상태였다. 농노는 정기적인 전세(田稅)만이 아니라 보호세(保護稅), 사망세(死亡稅), 인두세(人頭稅) 등을 부담해야 했으며, 그 양은 전체 수확물의 전부에 가까울 정도로 가혹했다. 한편, 영주는 고리대금까지 겸업하며 대다수 농민과 장인을 채무 노예로 만들어 극심한 빈곤에 허덕이게 하였다.
1524년에 뮌처는 뮐하우젠으로 가서 재세례파 공동체의 목사이자 지역 변혁을 주도하는 농민회의 간부가 되었다. 1525년에는 뮐하우젠에서 파이퍼와 함께 농민 반란을 감행하여 ‘영원한 의회’를 수립하였으며, 그곳을 농민 반란의 근거지로 만들었다. 이후 각지의 농노들은 영주의 통치권에 저항했는데, 이를 독일 농민전쟁이라고 한다. 그는 이 시기 공인조합(工人組合)을 결성하여 수공업 노동자도 사회 변혁에 참여시켰으며, 일종의 민중 신정 정치를 구현하려고 했다. 그는 하나님의 시대를 준비하려면 민중이 압제자에게서 해방된 신정 정치를 구현해야 하며, 이를 위해 종교·사회를 모두 변혁해야 한다고 생각했다.
한편, 루터는 『강도와 살인을 저지르는 농노 무리에 대항함에 대해』라는 팜플렛을 통해 농민 반란의 진압을 강력히 주장하였으며, 영주의 군대를 정신적으로 후원하였다. 같은 해 4월 말에 이미 농민군은 전투 병력만 총 10만, 이에 동조하는 농민까지 합하면 무려 30만이라는 규모로 성장한 상태였다. 농노의 반란을 진압하기 위한 지역 민병대가 모이기 시작하였다. 무기의 질, 병력, 훈련 면에서 상대적으로 열세였던 농민 반란군은 여러 지역의 전투에서 고전을 면치 못 하였다.
같은 해 5월 11일, 뮌처가 이끄는 농민군은 다른 지구의 농민군과 합류하여 프랑켈하우젠(Frankelhausen)으로 향하였다. 그는 이후 프랑켈하우젠 전투에서 8천의 농민군을 지도했는데, 이 전투에서 농민군은 약 6천 명이 전사하였으나, 영주 연합군은 불과 6명의 사상자만을 냈다. 뮌처는 전투에서 패한 후 도주하였으나 이후 발각되었다. 심문장에서 그는 자기가 뮌처라는 것을 자백하였고 온갖 고문을 받으며 농민 반란군의 잔당에 대한 정보를 뱉어낼 것을 강요받았으나, 그는 끝끝내 말하지 않았다. 그는 고문을 받는 도중에 “모든 것은 공공의 것이 되어야 하며(Omnia sunt communia), 필요에 따라 분배를 받아야 한다. 이를 거부하는 영주, 공작, 부농에 대해서는 처음에 경고를 주되, 같은 악행을 반복하면 참수하거나 교수형을 시켜야 한다.”라는 말을 남겼는데, 이는 그가 초기 공산주의적 시각을 갖고 있었다는 것을 증명한다. 1525년 5월 27일에 참수형에 처해졌고, 그의 시체는 네 토막으로 나뉘었다.

## 사회 변혁에 관한 입장
그는 당대 주류 교회의 모든 정통성과 봉건영주의 통치권을 거부하였으며, 당시 영지의 중심 지역에서 발전하고 있었던 일련의 세속적 흐름도 거부하였다. 그는 영주권 내에 존재하는 상업 질서가 인간의 신앙을 훼손한다고 봤으며, 올바른 신앙 지도가 실천되는 이상적인 그리스도교 공동체를 상정하였다. 물론, 이러한 혁명 사상은 단순히 당면 현실 문제를 해결하기 위한 것으로서만 제창된 것이 아니었으며, 전반적인 사회 변혁에 관한 그의 입장은 그가 가진 그리스도교 사상의 연속으로서 도출된 것이다. 그리하여 뮌처는 민중이 내면의 계시를 깨닫고, 당면 문제보다는 기독교 세계 전체의 해방을 생각할 것을 바랐다.
농민 봉기에서 그는 근본적인 사회 변혁의 필요성을 강조했다. 그가 농민 봉기를 지도하기 전까지 대부분의 농민군 지도자들은 지역 영주가 제시하는 타협안을 받아들이는 경우가 일반적이었다. 뮌처는 진정한 신앙이 이루어지기 위해서는 인간에 의한 폭압적 지배가 사라져야 한다고 주장하였으며, 단순히 하층민 삶의 진전이 아니라, 근본적인 해방을 추구했다는 점에서 혁명가라고 할 수 있다.
뮌처는 뮐하우젠 지역을 기점으로, 다른 지역의 농민군 조직까지 흡수하길 원했고 이 과정에서 각 지역마다 존재하는 타 지역에 대한 배타적 감정을 없애기 위해 노력했으나 이는 실패로 끝났다. 동시에 당대 봉기에 참가한 농민이 뮌처의 사상을 충분히 이해할 수 있는 환경이 조성되지 않았다는 점에서 미숙성이 존재했다.

## 평가
뮌처에 대한 평가는 다양하다. 마르크스주의자인 프리드리히 엥겔스는 그를 농민 반란의 지도자로 평가하며, 더 나아가 사회주의 혁명의 전통이 뮌처에서부터 시작되었다고 주장하였다. 한편, 공산주의 동독 정부는 뮌처에 관한 기념 우표를 제작하였고, 1975년에는 5 마르크 지폐의 인물로 정하였다.
뮌처와 재세례파의 사상이 모두 신비주의 요소를 가지고 있고, 하층민에 뿌리를 두고 있다는 점에서 뮌처를 재세례파의 창시자로 보기도 한다. 반면에 당시의 종교 개혁가들은 뮌처의 신비주의, 영적 특성을 중시해서 그를 이단이라고 보았다. 오늘날의 역사가들도 뮌처를 프로테스탄트의 성령주의 시초로 본다.
독일계 종교 개혁가들 중에는 논란이 아예 없었거나 논란이 현대까지 지속되지 않는 사람이 거의 없으며, 이는 뮌처도 마찬가지이다. 역사에서 유례를 찾기 힘든 복잡한 유형의 인물인 뮌처는 오늘날 독일의 종교개혁의 초기단계 뿐 아니라 유럽의 혁명분자들의 역사에도 큰 역할을 한 인물로 평가된다. 현대의 거의 모든 뮌처 연구자들은 뮌처의 혁명적 행동에 정치사회적 의도가 없었으며, 오히려 자신의 신학적 교리에 따른 행동이었음을 이해하는 데 어려움을 겪는다. 뮌처는 말세가 임박했다고 믿었고, 새로운 시대의 개벽이 도래하기 전에 참된 신자들을 하나님께 이끌어야 할 임무가 있다고 생각했다. 종교개혁사에서 그는 다양한 분야, 특히 예배 의례와 성경 주해에 관련된 기여를 남겼지만 과소평가 받고 있다.
새뮤얼 루더포드는 그의 저서 '영적인 적그리스도'에서 토마스 뮌쩌를 율법폐기론의 중요한 창시자로 불렀다.

## 같이 보기
- 기독교 아나키즘
- 기독교 사회주의
- 공상적 사회주의